# حرفه‌ای (فیلم ۱۹۸۱)
حرفه‌ای (به فرانسوی: Le Professionnel) یک فیلم اکشن و دلهره‌آور فرانسوی محصول سال ۱۹۸۱ به کارگردانی ژرژ لوتنر با بازی ژان-پل بلموندو در نقش اصلی است. این فیلم بر اساس رمان برنده جایزه ۱۹۷۶ بنام مرگ یک حیوان پوست‌نازک نوشته پاتریک الکساندر ساخته شده است.
- این فیلم پس از اکران در سینماها با موفقیت تجاری روبرو شد و در سال ۱۹۸۱ با فروش ۵٬۲۴۳٬۵۵۹ بلیط، پس از «لا چِور»، «مهاجمان صندوقچه گمشده» و «روباه و سگ شکاری» چهارمین فیلم بلند پربیننده در فرانسه بود.[۷]
- موسیقی متن توسط انیو موریکونه ساخته شد و تم اصلی «چی مای» به یک اثر بی‌کلام و سپس به یک اثر کلاسیک تبدیل شد.
- صحنه پایانی معروف فیلم در قلعه منتونون ساخته شد.

## خلاصه داستان
ژوسلَن بومُن معروف به «ژوس» (به فرانسوی: Josselin Beaumont) (ژان‌پل بلموندو) یک مأمور اطلاعاتی فرانسوی است که از سوی دولت فرانسه مأمور به قتل رئیس‌جمهور دیکتاتورِ مالاگاوی (کشوری خیالی در قارهٔ آفریقا) می‌شود. اما این مأموریت شکست می‌خورد و او دستگیر و زندانی می‌شود. بومُن پس از دو سال موفق به فرار از مالاگاوی می‌شود و وقتی به فرانسه بازمی‌گردد متوجه می‌شود که در طول مأموریتِ او روابط دولت‌های فرانسه و مالاگاوی تغییر کرده و او قربانی این ماجرا بوده است. به این ترتیب، بومُن تصمیم به انتقام‌گرفتن از کسانی می‌گیرد که در این مسئله دخیل بوده‌اند و باعث شکست مأموریت و دستگیری او شده‌اند…

## ساخت
فیلم «حرفه‌ای» با بودجه‌ای بالغ بر ۲۰ میلیون فرانک، از ۵ مه تا ۱۳ ژوئیه ۱۹۸۱ فیلمبرداری شد. صحنه‌های زندان آفریقا در کامارگو فیلمبرداری شد و دانشجویان دانشگاه مون‌پلیه به عنوان سیاهی لشکر استخدام شدند.